# Дейвид Грос
Дейвид Грос (на английски: David Gross) е американски физик, носител на Нобелова награда за физика за 2004 г., заедно с Франк Уилчек и Дейвид Полицер, „за откриването на асимптотичната свобода в теорията за силното ядрено взаимодействие“.

## Биография
Роден е на 19 февруари 1941 г. във Вашингтон, САЩ. Получава бакалавърска и магистърска степен от Еврейския университет в Йерусалим, а докторска дисертация защитава в Калифорнийския университет в Бъркли през 1966. По-късно, преподава в Харвард и Принстън.

## Научна работа
През 1973, докато работи с първия си докторант Франк Уилчек в Принстън, откриват асимптотичната свобода на кварките, което е важна част от теорията на силното взаимодействие – квантовата хромодинамика. Асимптотичната свобода е свойството на кварките да се държат като свободни частици, когато са близо едни до други.
Освен с теория на елементарните частици, Грос се занимава и с теория на суперструните.